# فرانتس دوم
فرانتسِ دوّم (آلمانی: Franz II؛ زادهٔ ۱۲ فوریهٔ ۱۷۶۸ – ۲ مارسِ ۱۸۳۵) آخرین امپراتور مقدس روم بود که از ۱۷۹۲ تا ششم اوت ۱۸۰۶ حکم‌فرمایی کرد. او همچنین به‌نام فرانتس یکم، اولین امپراتور اتریش نیز مشهور است، و در سال ۱۸۱۵ با تشکیل کنفدراسیون آلمان در کنگره وین به عنوان اولین رئیس دولت آن انتخاب شد. او اولین امپراتوری بود که بر دو کشور متفاوت حکمرانی کرده‌است.

## زندگی
فرانتس یوزف کارل در فلورانس دیده به جهان گشود. او فرزند امپراتور مقدس روم، لئوپولد دوم (۱۷۹۲–۱۷۴۷) و ماریا لوئیسا، دختر پادشاه اسپانیا، کارلوس سوم بود. در زمان او، پادشاهی هابسبورگ، در جنگ‌های ناپلئونی متحمل شکست‌هایی سخت شد. فرانتس در ۱۸۰۹، هنگامی که ناپلئون درگیر جنگ با اسپانیا بود به فرانسه حمله کرد و دوباره متحمل شکست شد، این‌بار مجبور شد هم‌پیمان با فرانسه شود. او در ۲ مارس ۱۸۳۵ در سن ۶۷ سالگی درگذشت.
او با فرزند نادرشاه ، یوهان یوزف فون زملین ارتباط نزدیکی داشت.